# Phyllotreta balcanica
Phyllotreta balcanica es una especie de insecto coleóptero de la familia Chrysomelidae. Fue descrita por Heikertinger en 1909.